# Entre a Fé e a Razão (canção)
"Entre a Fé e a Razão" é uma canção gravada pela banda cristã brasileira Trazendo a Arca, lançada no álbum Entre a Fé e a Razão, de 2010. Foi escrita pelo vocalista Luiz Arcanjo e o tecladista Ronald Fonseca. Foi também a primeira canção do disco a ser divulgada na mídia cristã e disponibilizada pela gravadora Graça Music para download gratuito antes do seu lançamento, em novembro de 2010.
Sua melodia inicia-se com a lenta condução da bateria em conjunto com a guitarra, com toques de teclado, sendo perceptível as captações de vozes que acompanham a canção junto com Luiz Arcanjo, o vocalista. No refrão, junta-se além dos instrumentos da introdução os vocais de apoio e arranjos de cordas. Na segunda parte da canção, a guitarra dá lugar para um violão, além das cordas que aparecem com maior destaque. Sua letra narra o sacrifício de Isaque, que seria feito por seu pai Abraão, comparando a decisão do pai, baseada em sua fé em sacrificar o próprio filho com um momento de decisão de qual caminho a seguir, o da fé ou o da razão.
"Entre a Fé e a Razão" foi regravada pelo grupo no DVD e CD ao vivo Live in Orlando, gravado e lançado em 2011. Em 2020, na reunião da banda com o ex-vocalista Davi Sacer, a canção foi regravada para o álbum O Encontro. Além disso, a canção foi indicada ao Troféu Promessas de Melhor Música.

## Composição
Luiz Arcanjo afirmou que "Entre a Fé e a Razão" surgiu a partir de um trabalho inicial de Ronald Fonseca. O cantor estava no estúdio de Ronald, quando o tecladista tocou uma melodia que, segundo Arcanjo, era "arrebatadora". O som, segundo ele, o fez lembrar de uma escultura religiosa que viu em Israel, quando o Trazendo a Arca viajou para o país em 2007, logo após ter lançado o álbum Marca da Promessa. A escultura apresentava os personagens bíblicos Abraão e Isaac num quase assassinato durante um ritual de sacrifício. A imagem chamou a atenção de Luiz Arcanjo pelas expressões faciais dos personagens, o que o motivou a pensar nos sentimentos de pai e filho naquele contexto. Assim, a canção foi escrita como uma reflexão sobre momentos de decisões difíceis.
"Entre a Fé e a Razão" também foi escrita em um momento de mudanças e de decisões artísticas para o Trazendo a Arca. Na época, Ronald Fonseca chegou a afirmar que a banda tinha muitas dúvidas se permanecia independente ou se assinaria com alguma gravadora. Os músicos chegaram a visitar empresas como a MK Music e, durante este processo, Davi Sacer e Verônica Sacer deixaram o grupo. Anos depois, situando o período de composição da faixa, Davi disse que "ela foi feita depois da minha saída".

## Gravação
A canção teve vocais gravados por Luiz Arcanjo, sendo a primeira música de trabalho do Trazendo a Arca que contou com vocais exclusivos do cantor. A produção foi assinada por Ronald Fonseca, que também assinou os arranjos de base. Os arranjos de cordas estiveram a cargo de Quiel Nascimento.

## Lançamento
"Entre a Fé e a Razão" foi lançada para download digital gratuito no site da Graça Music em 22 de novembro de 2010.

### Desempenho nas tabelas musicais
A canção figurou pela primeira vez na posição 24 da Billboard Gospel Brasil 50 em agosto de 2012, quando a parada estreou, após cerca de um ano e meio do lançamento do single.
Ao longo dos anos, a faixa manteve-se entre as músicas evangélicas mais executadas nas rádios brasileiras, chegando a ser creditada até meados de 2016, quando "Habito no Abrigo" (do álbum homônimo) passou a figurar com maior destaque.[carece de fontes?]
| Paradas (2012)                        | Melhor Posição |
| ------------------------------------- | -------------- |
| Brasil - (Billboard Brasil Gospel 50) | 24             |

## Recepção da crítica
"Entre a Fé e a Razão" recebeu avaliações favoráveis da mídia especializada. Jonas Paulo, do Super Gospel escreveu: "Uma coisa bonita é que a canção nos lembra que não só Abraão topou sacrificar, mas Isaque se deitou e teria sangrado não fosse o Anjo!".

## Regravações e legado
A canção, ainda em 2011, chegou a ser indicada ao Troféu Promessas de Melhor Música. Naquele ano, a banda regravou-a para o CD e DVD ao vivo Live in Orlando.
Em 2020, a faixa foi novamente regravada pelo Trazendo a Arca em parceria com o ex-vocalista Davi Sacer para o álbum O Encontro. Pela primeira vez, Davi Sacer estreou vocais na canção, dividindo com Luiz Arcanjo. Na ocasião, sob uma visão retrospectiva e positiva, uma análise do Super Gospel afirmou que "Só um letrista pouco convencional no cenário congregacional como Arcanjo conseguiria fazer com que uma faixa de contexto bíblico tão tenso como 'Entre a Fé e a Razão' fosse traduzida em uma poesia afável".

## Créditos
Créditos adaptados do encarte de Entre a Fé e a Razão:
Banda
- Luiz Arcanjo – vocais
- Ronald Fonseca – teclados, pianos, produção musical e arranjos
- André Mattos – bateria
- Deco Rodrigues – baixo
- Isaac Ramos – guitarra, violão

Músicos convidados
- Quiel Nascimento – arranjos de cordas
- Aramis Rocha – violino
- Ângelo Martins – violino
- Cuca – violino
- Guilherme Sotero – violino
- Milton Junior – violino
- Rafael Pires – violino
- Robson Rocha – violino
- Rodolfo Lóta – violino
- Daniel Pires – viola
- Eduardo Cordeiro Junior – viola
- Deni Rocha – violoncelo
- Joel de Souza – violoncelo
- Alice Avlis – vocal de apoio
- Janeh Magalhães – vocal de apoio
- Fael Magalhães – vocal de apoio
- Rafael Novarine – vocal de apoio
- Rafa Brito – vocal de apoio

Equipe técnica
- Samuel Júnior – técnico de gravação
- Toney Fontes – masterização

Projeto gráfico
- David Cerqueira – designer

## Premiações e indicações
| Premiação        | Categoria     | Resultado | ref           |
| ---------------- | ------------- | --------- | ------------- |
| Troféu Promessas | Melhor música | Indicado  | [ 11 ] [ 12 ] |